# ایمان (مدل)
ایمان محمد عبدالمجید 
(به سومالیایی: Iimaan Maxamed Cabdulmajiid) (زاده ۲۵ ژوئیه ۱۹۵۵) بیشتر با نام ایمان (به زبان عربی:faith)شناخته می‌شود و بازیگر، مانکن مشهور و کارآفرین سومالیایی‌تبار آمریکایی است.
پدر وی، سفیر سابق سومالی در عربستان سعودی و یک دیپلمات بود. ایمان دارای درجه کارشناسی در رشته علوم سیاسی از دانشگاه نایروبی است.
وی در سال ۱۹۷۷ با اسپنسر هایوود، بسکتبالیست مشهور آمریکایی ازدواج کرد که نهایتاً در سال ۱۹۸۷ میلادی، منجر به جدایی شد.
او در سال ۱۹۹۲ با دیوید بویی، موسیقی‌دان، آهنگ‌ساز و بازیگر انگلیسی ازدواج کرد. بویی در ابتدای سال ۲۰۱۶ بر اثر بیماری سرطان درگذشت.
از فیلم‌های معروف او می‌توان به بازی در فیلم هیچ راهی وجود ندارد و داستان ال.ای اشاره کرد.